# Strumigenys sisyrata
Strumigenys sisyrata är en myrart som beskrevs av Brown 1968. Strumigenys sisyrata ingår i släktet Strumigenys och familjen myror. Inga underarter finns listade i Catalogue of Life.